# 4-巯基苯酚
4-巯基苯酚是一种有机硫化合物，化学式为HSC6H4OH。它可以4-碘苯酚和乙二硫醇为原料反应制得。它可以被碘氧化为二(4-羟基苯基)二硫化物。它和2,5-二溴-1,4-苯二腈在碳酸钾存在下于DMF中反应，可以得到2,5-二(4-羟基苯硫基)-1,4-苯二腈。